# Нену
Аделину Аугушту Граса Барбоза Барруш (порт. Adelino Augusto Graça Barbosa Barros; 27 января 1962, Прая — 10 июня 2021, Полворейра), более известный как Нену (порт. Neno) — португальский футболист, вратарь.

## Биография
Нену дебютировал во взрослом футболе в скромном клубе «Баррейренсе» (там же он играл на юношеском уровне). Транзитом через сезон в «Витории» из Гимарайнша Нену оказался в рядах легендарной «Бенфики», став дублёром опытнейшего Мануэла Бенту. Позднее он возвращался в клуб из Лиссабона, отыграв более 100 матчей. Но после подписания в 1995 году контракта с Мишелем Прюдоммом — лучшим вратарём ЧМ-1994, Аделину Нену окончательно покинул ряды лиссабонских «орлов».
Заканчивал карьеру голкипер в «Витории», куда вернулся в третий раз перед началом сезона 1995/96. Он вышел на пенсию в 37 лет, уступив место в воротах юному Нуну, но продолжил работу в футболе в качестве тренера вратарей.

## Карьера в сборной
Нену дебютировал в первой сборной Португалии 8 июня 1989 года в товарищеском матче с Бразилией, завершившемся разгромом европейцев со счётом 0:4. Последний матч — 24 января 1996 года. В этой встрече португальцы также уступили, на сей раз французам (2:3).

## Титулы
- Чемпион Португалии: 1986/87, 1990/91, 1993/94
- Победитель Кубка Португалии: 1985/86, 1986/87, 1992/93
- Обладатель Суперкубка Португалии: 1986, 1990